# Ринне, Паули Унович
Па́ули У́нович Ри́нне (25 июня 1934, Посевная, Западно-Сибирский край — 14 декабря 2021, Финляндия) — советский актёр, театральный режиссёр, Заслуженный артист РСФСР (1970), Народный артист Карельской АССР (1984).

## Биография
Родился в 1934 году в семье финнов-эмигрантов Ууно и Сайми Ринне, бежавших из Финляндии в Советский Союз в 1931 году. 
В 1953 году окончил сельскохозяйственный техникум в Сортавале.
С 1957 года, после окончания Ленинградского театрального института, — актёр Государственного Карело-Финского драматического театра.
С 1960 по 1990 год был одним из основателей и постоянных участников вокального ансамбля Манок.
В 1966 году родился сын Арто.
В 1974 году окончил Высшие режиссёрские курсы в Москве.
В 1974—1994 годах — главный режиссёр Карело-Финского драматического театра. Поставил в нём более 20 спектаклей различного жанра.
В 1980—1991 годах возглавлял правление Карельского отделения Всероссийского театрального общества.
С 1995 года проживал в Финляндии. В 2001—2018 годах руководил самодеятельной русскоязычной театральной группой города Коувола (Финляндия).
Театральные роли
- Джон Проктор в «Охоте на ведьм» Артура Миллера
- Ромео в «Ромео и Джульетте» Вильяма Шекспира
- Карлсон в «Малыше и Карлсоне» Астрид Линдгрен
- граф Варвик в "Жаворонке Жана Ануйя
- Томас Мор в «Человеке на все времена» Джона Болта
- Александр Адуев в «Обыкновенной истории» Ивана Гончарова
- Вяйнямёйнен в «Калевале»
- Конферансье в мюзикле Джона Мастероффа «Кабаре»

Театральные постановки
- «Гедда Габлер» Г. Ибсена
- «Осенняя история» А. Николаи
- «Выбор» Ю. Бондарева
- «Помолвка» А. Киви
- «Святая святых» И. Друце
- «Сезон махаонов» Р. Мустонен

Роли в кино
- Рейнхольд «Под одной крышей» (1963)
- Сергей Ковалёв «Особое мнение» (1967)
- Отец Арно «Возвращение к жизни» (1972)
- Покисен «Города и годы» (1973)
- Семён «Два дня тревоги» (1973)
- Ян Карлович Пурвит «Совесть» (1974)
- Виктор «Доверие» (1975)
- Подполковник милиции «Противостояние» (1985)